# 藤咲彩音
藤咲 彩音（ふじさき あやね、1995年12月7日 - ）は、日本の女性アイドルで、でんぱ組.inc、ピンキー!ノーラ&ペトラのメンバー。埼玉県出身。愛称はピンキー!。でんぱ組.incでのキャッチフレーズは「踊ってみたら七変化!」、担当色は青。ファッションブランドPzzz(ピーゼット)を立ち上げ、ファッションショーにも自身が参加した。

## 略歴

### 生い立ち
オタクであった両親の影響により、1歳になる前からコスプレイヤーとして活動。当時から母親に対して「このキャラクターが好きだから（コスプレを）やりたい」と発言していたという。人生最初の記憶は「東京ビッグサイトで『鉄拳』の凌暁雨のコスプレをして、多くの人に写真を撮られている」場面であるとしている。コスプレ会場でのダンスパーティーにも参加し、4歳くらいからステージ上で踊っていた。小学校4年時に参加したダンスパーティーで、T.M.Revolutionの「HOT LIMIT」が流れた際に居ても立っても居られなくなり踊り始めたことから本格的にダンスが好きになり、「この時点ででんぱ組.incとしてのストーリーは始まっていた」と後に述懐している。
コスプレ用のレプリカの武器や小道具を作るのが得意だった父親と、コスプレやダンスをプロデューサーのように指導した母親のもと小学校2年時に参加したコスプレ大会では上位の成績を収め、「単純に会場でコスプレをするだけではなく、大会に出て評価されると自分の価値が分かる」ということに気付いたという。ダンスについては、特に好きだったアーティストとしてミニモニ。を挙げており、「辻ちゃんと加護ちゃんは普段はモー娘。の『メンバー』だが、ミニモニ。になると『キャラクター』になる。その2次元っぽい立ち位置にすごく憧れた」とした上で「このときからダンスをすることによって違う何かになれることに気付いた」と述懐している。

### 踊ってみた
中学校2年時に、夜中にパソコンを見ていた母親からニコニコ動画の所謂「踊ってみた」を見せてもらい、「ダンスの上手さをアピールしているのではなく、単に曲を楽しんでいる感じ」に面白さを感じたことをきっかけに、自身も2010年8月に「ピンキー!」名義で踊り手としてデビュー。投稿後は良い評価から悪い評価まで様々なコメントを見て「いろんな人の意見を聞ける、ここは凄く良いところだ」「自分の踊りを評価してくれるところが嬉しい。評価があるからこそ良い所を伸ばし、悪い所を削ることができる」と思ったという。
踊り手デビュー後はソロ動画の他、愛川こずえ（当時DANCEROIDメンバー）や荻野沙織（後のA応Pリーダー）らとのコラボ動画や、ニコニコ動画主催のダンスイベント『ニコニコダンスマスター』にも参加。

### デビュー
高校進学後4ヶ月が経過した8月、その動画を閲覧したプロデューサーの福嶋麻衣子（もふくちゃん）からTwitterのダイレクトメッセージを通じて勧誘を受け、秋葉原ディアステージへ入店。この勧誘を受けるまではディアステージの存在すら知らなかったが、当時アルバイトの面接に10個以上落ちている時期であったため、「お店で働きたい」「（アイドルになりたいというよりは）接客のバイトがしたい」という目的で入店した。福嶋によれば、当時跡部みぅが卒業するにあたり新メンバーを求めて「かわいい子」がいないか周囲に聞きまわっていた時期にディアガールから藤咲の動画を紹介され、「すごくイメージが合った」としてディアステージへ勧誘したと述べている。
後の2011年10月にでんぱ組.incへの加入を打診されるも、「既存の5人で完成されている」「自分は学校がある」ことなどを理由として当初乗り気ではなかった。母親も交えて話し合い、「学業に支障が無ければ良いのではないか」「歌は微妙だが、人前で踊りたい」「自分を進ませる一歩」であると感じ、加入を決意。同年12月25日に原宿アストロホールで開催された跡部みぅの卒業公演を兼ねたワンマンライブ『聖夜、宇宙に鳴り響く、でんぱ組.incの愛と勇気と少しの電波〜でんぱLIFEは終わらない〜』において、最上もがと共に新メンバーとして発表された。
加入当初は、コスプレや「踊ってみた」の活動を通して舞台慣れしていたことからある程度の自信はあったとする一方で、歌唱力については「壊滅的だった」と述懐している。歌唱力以外にも、加入直後なかなか自身の人気が出なかったことから1年間ほどは葛藤が続いたとしているが、6thシングル『W.W.D』の収録時に作詞・作曲を務めた前山田健一より「もっと自分のキャラクター性を出してみよう」「子供っぽく歌ってみよう」などと言われたことをきっかけに、初めて「自分の個性を知り、今の歌声を作ることができた」「それまで地声で歌っていたが、これ以降ステージに立つと声が変わるようになり、無意識に自分の中で『ピンキー!』に切り替わる感じを習得することができた」と述べている。この『W.W.D』リリースまで夢我夢中で活動するなかファンの増加になかなか実感が湧かなかったが、2013年あたりから徐々に自身の人気が出てきたことに安心感を覚え「自分は前に進むしかない」と思うようになったという。

### 活動
2014年3月に高校を卒業。同年8月8日には、横浜市の横浜高速鉄道みなとみらい線「みなとみらい駅」で一日駅長を務めた。
2015年4月からは、古川未鈴と共にTOKYO FMのラジオ番組『でんぱch.♥〜TOKYO DEMPA INTERNATIONAL〜』にてパーソナリティーを務めている。二人は、三才ブックスの発行する『ラジオ番組表』2017年秋号で「第10回 読者が選ぶ好きなDJランキング」のFM部門第1位となって発表され表紙を飾った。
2015年8月29日に開催されたイベント『@JAM EXPO 2015』では、テーマソングを歌唱する選抜ユニット「@JAM ALL STARS 2015」のメンバーに選出された。同年12月11日、7日に誕生日を迎えた自身のバースデーイベントとして『ピンキー生誕祭2015〜こどもじゃないもん!?ガオー!〜』をZepp DiverCity（TOKYO）にて開催した。
2016年1月1日、妄想キャリブレーションの星野にぁと新ユニットニァピンを結成、披露した。7月、ファッションブランド「Pzzz（ピーゼット）」を立ち上げ、デザイナーデビューが報じられた。同年10月9日には出身県である埼玉の観光や特産物をPRする「埼玉特命観光大使」の第1号に任命された。
2016年に、でんぱ組.incが就任した「富士山親善大使」の一環として、ディアステージ所属メンバーから「富士山女子登山部」を結成して藤咲が部長を務め、7月21日には富士山登頂に成功。さらに2017年7月26日にも、前年とは異なるメンバーを率いて富士山に登頂。2016年『第5回富士山マラソン』の大会サポーターであるでんぱ組.incを代表して、10月16日にオーストラリアでの姉妹提携大会である『2016メルボルンマラソン』に古川未鈴とともに参加し、藤咲はフルマラソンを完走。続いて2017年には、藤咲彩音個人として『第6回 富士山マラソン』のサポーターに就任し、9月24日にはドイツでの姉妹提携大会である『ベルリンマラソン』に出場してフルマラソンを完走した。
2017年6月、フィンランド人の姉妹「ノーラ&ペトラ」と共に新ユニットピンキー!ノーラ&ペトラを結成した。同年12月22日より、既に京都で異例のロングランを続ける日本発で日本初のノンバーバルパフォーマンス『ギア-GEAR-』が、千葉で『ギア-GEAR-』East Versionとなって開幕し、藤咲がオリジナルキャストとしてドールパートで出演している。こちらも2018年を通して好評を博し、2019年にも継続している。
2018年12月12日には、2019年に日本とフィンランドが外交関係樹立100周年を迎えるにあたり、駐日フィンランド大使館より親善大使に任命された。

## 人物
ニコニコ動画の「踊ってみた」での活動以降の「ピンキー!」という名義は、自身が好きなフィギュア『ピンキーストリート』に由来し、でんぱ組.inc加入後も継続して公式のニックネームとして使用している。
でんぱ組.inc加入当初は最年少メンバーで、でんぱ組.incにおける「妹的存在」と評されたこともあったが、藤咲本人はそう評されることが嫌であるとしていた。好きな食べ物として梅干し、もんじゃ焼き、漬物、納豆巻き、オムライス、そぼろご飯などを挙げている。前髪に拘りを持っており、固定に花王のケープ（紫）を愛用している。
パンダ、およびドングリ好きである。元々幼少期は熊が好きであり、後に小学生になって猫を飼うようになってから猫も好きになり、「熊猫」は中国語でパンダを意味することから自然にパンダ好きになったのではないかと本人は推測している。でんぱ組.inc加入当初に自分だけキャラが薄いことに悩んでいた時期があり、その際に加入前のシングル『Future Diver』のジャケットでメンバーが動物の耳を身につけていることからヒントを得て、パンダ好きを押し出していくことに決めた旨を述べている。
幼少期から加入当初まで「プロデューサー」である母親の意向に従っていた影響によって「自分自身の意思が無いことに気付いた」「自分で考えるという行為を放棄していた」などと述懐している。2013年1月のライブツアー『ワールドワイド☆でんぱツアー2013〜一富士、ニ鷹、三電波!〜』で実施されたメンバーそれぞれが自分の過去を語る「独白コーナー」について、そこで話す台詞が全く思い浮かばず振付師のYumikoから「自分の言葉が一つもない」「自分のことを話しているつもりでも、全て母親の意向を元に行動している」ことを指摘されたことが非常にショックで、初めて死にたいと感じる程の辛さを経験したという。4thシングル『でんぱれーどJAPAN』、5thシングル『キラキラチューン』までは「果たしてこれで良いのか、自分が分からない」状態で活動していたが、前述の『W.W.D』のリリースをきっかけとして自分の殻を破り、母親からのアイデンティティの独立ができるようになったと述べている。
でんぱ組.incに加入するきっかけともなったダンスについては、長かった独学時代の「全部コピーすればオッケー、大丈夫でしょ」という認識を改め、振り付けの意味を意識化することや、長く踊れるように型をしっかり身につけようとしている途上にあると述べている。また、「踊りが非常に上手になる必要性は無く、ダンスを見て気持ちいいと思ってくれればいい」という考え方を持ち、「自分の根本には『母親を笑わせたい』という気持ちが続いている。昔から人の為に何かしたいという気持ちが強く、私はダンスで人を喜ばせたいということをずっと思っている」とも述べている。なお、古川未鈴と共にfripSideのバックダンサーとして活動していた時期があり、2015年3月1日に横浜アリーナで開催されたfripSideのライブにもダンサーとして出演した（この時は御坂美琴のコスチュームで参加）。

## 出演

### ラジオ
- でんぱch.♥〜TOKYO DEMPA INTERNATIONAL〜（2015年4月 - 、TOKYO FM） - 古川未鈴と共にメインMC
- 藤咲彩音と髙橋彩音のあさやね!（2019年4月6日 - 2020年6月27日、文化放送超!A&G+） - 髙橋彩音（AKB48チーム8）と共にパーソナリティ

### テレビ
- コス-1ぐらんぷり（2013年6月13日 - 12月26日、第2・4木曜、ひかりTVチャンネル1）[65]
- 水曜日のダウンタウン（2017年12月13日、TBS）- 開けたら“推し”がいるドッキリ、怖さより喜びがギリ勝る説[66]。

### インターネットテレビ
- 藤咲彩音の「#ピンキーハウス！」（2017年10月24日 - 毎月1回、FRESH LIVE 藤咲彩音(でんぱ組.inc)チャンネル）
トーク・バラエティー。ソロ名義では初の冠番組。
2018年10月まではHARAJUKUAbemaStudioからの#ライブストリーミング[† 4]。

### Webアニメ
- アイカツオンパレード!ドリームストーリー 挿入歌「トワイライトエトランゼ」歌唱担当 - 音城ノエル 役[67]

### 舞台
- 『ギア-GEAR-』East Version（2017年12月22日 - 2019年9月29日、千葉ポートスクエア「千葉ポートシアター」）
ノンバーバルパフォーマンス。ドールパートを担当[68]。
- 朗読劇「ROOM」2025（2025年6月27日、シアターサンモール）[69]

### イベント
- ニコニコダンスマスター4（2012年8月18日、ディファ有明）
- 妄想大運動会（2015年10月4日、2016年10月10日、国立代々木競技場第二体育館）
妄想キャリブレーションらが参加した運動会イベント[70]。実行委員長も務めた[71]。

## 書籍

### 写真集
- でんぱ組.incアートブックコレクション（3）あやねいろ（2017年3月6日、小学館、撮影：浅田政志）ISBN 9784096822432[72][73]

### 電子写真集
- 月刊 でんぱ組.inc×米原康正（藤咲彩音 EDITION）（2013年5月27日、月刊デジタルファクトリー、「月刊」シリーズ）

### インタビュー
- ネットデビューハンドブック「今話題のアイドルユニット・でんぱ組.incの藤咲彩音とコレオグラファーYumikoがダンスを語る!」（2013年4月1日、洋泉社MOOK、ISBN 9784800301314）
- 読むアイドルマガジン IDOL AND READ 005「1才からのコスプレイヤー」（2015年11月24日、シンコーミュージック・エンタテイメント、ISBN 9784401771394）[74]
- 走るひと4「オーバーヒートが必要な時期に、フルマラソン」（2017年4月11日、1milegroup、ISBN 9784907301408）[75]

## ユニット

### ニァピン
藤咲彩音と、星野にぁ（妄想キャリブレーション）とのコラボユニット。作詞・作曲・編曲はPandaBoYが担当。振り付けは藤咲が担当。ゴルフをモチーフに、“届きそうで届かない想い”を表現している。2019年、妄想キャリブレーションの解散及び星野にぁの芸能界引退に伴い活動停止。

#### 作品
- 「PINKY☆STAR」

妄想キャリブレーションのシングル『桜色ダイアリー』初回生産限定盤（2017年6月14日、Sony Music Labels）にカップリング曲として収録。
- 『ナイスショット!!』

（2018年10月24日、Sony Music Labels）
最初で最後のアルバム。11曲入り。通常盤はCDのみ。初回生産限定盤には「Have a Nice Shot!!」のMV入りDVDが付属。
オリコン週間アルバムランキング33位。デイリーでは10位を記録した。Billboard JAPAN Top Singles Sales でも同じく33位。

#### 主なライブ
- TOKYO IDOL FESTIVAL 2016（2016年8月、お台場）
- iCON DOLL LOUNGE〜2016WINTER COLLECTION〜（2016年12月、ラフォーレミュージアム原宿）
- 阿蘇ロックフェスティバル2017（2017年5月、熊本県野外劇場アスペクタ）
- MARQUEE祭 vol.04（2017年6月、渋谷・O-WEST）
- アイドル横丁夏まつり!!〜2017〜（2017年7月、横浜赤レンガ倉庫）
- FRESH LIVE MEETS（2018年7月、白金高輪SELENE）
- 夢みる☆ディアステージ in サンリオピューロランド（2018年5月、サンリオピューロランド）
- @JAM EXPO 2018（2018年8月、横浜アリーナ）
- 東名阪ツアー ナイスショット！（2018年10月、大阪ROCKTOWN、名古屋E.L.L、渋谷WWW X）
- 夢眠祭（2018年11月22日、東京・新木場STUDIO COAST）
- ピンキー！生誕祭 2018（2018年12月7日、大阪・Zepp Namba、12月8日、東京・品川ステラボール）
- 聖なる☆ディアステージ（2018年12月25日、横浜赤レンガ倉庫ホール）

### ピンキー!ノーラ&ペトラ
藤咲彩音とフィンランド出身の姉妹ノーラ＆ペトラとの3人組エレクトロダンスユニットで「北欧スタイル × アイドル」として異彩を放つサイドプロジェクト。略称は「ピノぺ」。

#### 来歴
両者の初対面は2015年、フランスのパリでの『Japan Expo』だった。2016年に来日してライブイベント『DEARSTAGE SHOWCASE 2016』に出演し、藤咲とも再会したノーラ＆ペトラは、一旦帰国した後の2017年に再来日する。ムーミンなど北欧のカルチャーや神秘的な風景に惹かれる藤咲と、「踊ってみた」動画など日本のアイドルシーンやファッションに憧れるノーラ＆ペトラとは、同年夏にユニットを結成。デビューは『DEARSTAGE SHOWCASE 2017』のステージで発表。ジャパニーズポップスに、 北欧フィンランドのイメージや世界観を落とし込んだ楽曲制作で、両国の音楽の架け橋となることを目指す。
その後、ノーラ＆ペトラは帰国している。

#### 作品
- 『オーロラとピース』（2017年8月23日）- 1stシングル。

表題曲はキーボーディストのトオミヨウが作曲、フィメイルラッパーのMCperoが作詞。
「恋するヘルシンキ」は、YoYo（SOFFet）とCHIHIROが手がけた。初回限定盤Aと通常盤に収録。
「kiertokulku」は、Schroeder-Headzによる楽曲に乗せて、藤咲が自作の詩でポエトリーリーディングをした。初回限定盤Bと通常盤に収録。
初回盤Aには、 MVとMVメイキングをDVDに収録。初回盤Bには、 レコーディング風景やジャケット写真撮影のメイキングを収録。
テイチクとスマイルカンパニーが共同で設立した新レーベル I BLUE からの第3弾アーティストとしてリリース。
オリコン週間シングルランキングで20位を記録。

#### 主なライブ
- アイドル横丁夏まつり!!〜2017〜（2017年7月、横浜赤レンガパーク）
- 六本木アイドルフェスティバル 2017（2017年7月、SUMMER STATION LIVEアリーナ）
- TOKYO IDOL FESTIVAL 2017（2017年8月、お台場・青海周辺エリア）
- @JAM EXPO 2017（2017年8月、横浜アリーナ）
- MUSIC CIRCUS ’17（2017年8月27日、大阪・泉南樽井サザンビーチ）
- PNP presents TSUTAYA O-EASTで、アモーレアモーレ!!（2017年8月31日、東京・渋谷TSUTAYA O-EAST）
- 波のる☆ディアステージ（2017年9月2日、神奈川・三浦海岸 OTODAMA SEA STUDIO）
- CYNHNファンミーティング1st Supported by JOYSOUND（2017年9月3日、東京・青山RizM）